# Death: At Death's Door
Death: At Death's Door è un fumetto illustrato e colorato in stile manga, da Jill Thompson, autore del fumetto Little Endless. Sembra prendere un approccio più fanciullesco e più umoristico attraverso gli occhi di uno degli Eterni più popolari, Morte, durante Season of Mists.

## Trama
Il fumetto comincia con dei brevi profili di ognuno degli Eterni, una referenza alle brevi biografie presenti nei prologhi dei manga e spesso mostrati nei margini, e quindi segue diritto al consiglio di Destino. All'incontro di famiglia, Desiderio stava litigando con Morpheus a proposito di Nada, ex amore di Sogno bandita da lui all'Inferno diecimila anni prima. Poco dopo, Morte lo rimproverò e riuscì a convincerlo ad andare da Lucifero e salvarla.
Aspettandosi una battaglia, Sogno giunse da Lucifero proprio nel momento in cui questo stava chiudendo l'Inferno, e poco prima di andarsene per sempre lasciò le chiavi a Morpheus.
I morti fuggenti cominciarono ad invadere e gravitare intorno al regno di Morte, mettendola accidentalmente nella convinzione errata che quindi a questi sarebbe stato concesso di entrare in Paradiso. Poco dopo, comparve Delirio, seguita da Disperazione; le due capirono presto il problema e Morte decise di radunare tutti i morti in un unico luogo finché Morpheus non avesse trovato una soluzione alla chiusura dell'Inferno, e donando alle sue sorelle due ankh perché la aiutassero a completare la sua missione.
Nel frattempo, nel Sogno, numerose divinità come Bastet, Odino e altri, giunsero per ottenere le chiavi dell'Inferno; gli eventi di Season of Mists furono narrate in maniera molto abbreviata.
In ritardo sulla raccolta delle persone morte di recente, Morte uscì a compiere il suo dovere, lasciando Delirio in carica. Tornò e trovò un party in cui sua sorella minore stava servendo "Horse Doovers" (sic, hors d'oeuvres) di una varietà inusuale, come penne sui crackers o topi verdi, e gelato sui telefoni. Una subtrama coinvolse Edgar Allan Poe, uno dei deceduti presenti nella casa di Morte, che sembrò avere un debole per Disperazione, la sua musa. Non appena Morte uscì di nuovo, la festa fu brutalmente interrotta dai demoni infernali, anche loro ora senza dimora, che intendevano causare caos. Una volta tornata, Morte si preparò a combattere i demoni, ma subito questi scomparvero poiché Sogno terminò le sue negoziazioni all'Inferno reclamando Nada e passando le chiavi agli angeli Remiele e Duma.